# Pin điện

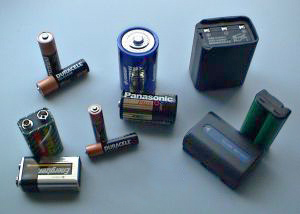
Các loại pin và cell điện khác nhau (từ phía trên bên trái đến phía dưới bên phải): 2 pin AA, 1 pin D, 1 pin đài cá nhân, 2 pin 9 vôn (PP3), 2 pin AAA, 1 pin C, 1 pin của camcorder, 1 pin của điện thoại di động.

Pin (bắt nguồn từ từ tiếng Pháp pile), còn được viết theo tiếng Anh là "battery", là một hoặc nhiều pin điện hóa (electrochemical cell) biến đổi năng lượng hóa học thành năng lượng điện. Từ khi được sáng chế lần đầu ("pin Volta") năm 1800 bởi Alessandro Volta, pin đã trở thành nguồn năng lượng thông dụng cho nhiều đồ vật trong gia đình cũng như cho các ứng dụng công nghiệp. Theo ước lượng năm 2005, công nghiệp sản xuất pin mang lại doanh thu 48 tỷ USD mỗi năm, với tốc độ tăng trưởng 6% trên năm.
Có hai loại pin: pin sơ cấp (pin dùng 1 lần), được thiết kế để sử dụng 1 lần sau đó vứt đi, và pin thứ cấp (pin nạp được), được thiết kế để nạp được nhiều lần. Các pin cỡ nhỏ được sản xuất cho các thiết bị tiêu thụ ít năng lượng như đồng hồ đeo tay; những pin lớn có thể cung cấp năng lượng cho các phuơng tiện giao thông chạy điện như xe máy điện, ô tô điện, hoặc các hệ thống lưu trữ năng lượng.
Pin phổ biến và xuất hiện nhiều nhất ngày nay là pin lithium, nó có hiệu suất cao và tuổi thọ dài nên thường được sử dụng nhiều trên hầu hết các thiết bị cần khả năng lưu trữ điện hiện đại.

## Lịch sử
‎Nhà vật lý người Ý ‎‎Alessandro Volta‎‎ đã chế tạo và mô tả pin điện hóa đầu tiên, ‎‎cọc voltaic,‎‎ vào năm 1800. ‎‎ Đây là một chồng các tấm đồng và kẽm, được ngăn cách bởi các đĩa giấy ngâm nước muối, có thể tạo ra một dòng điện ổn định trong một khoảng thời gian đáng kể. Volta không hiểu rằng điện áp là do phản ứng hóa học. Ông nghĩ rằng các tế bào của ông là một nguồn năng lượng vô tận,‎‎ và các tác động ăn mòn liên quan tại các điện cực chỉ là một mối phiền toái, chứ không phải là hậu quả không thể tránh khỏi của hoạt động của chúng, như ‎‎Michael Faraday‎‎ đã chỉ ra vào năm 1834. ‎
‎Mặc dù pin ban đầu có giá trị lớn cho mục đích thử nghiệm, nhưng trên thực tế điện áp của chúng dao động và chúng không thể cung cấp dòng điện lớn trong một thời gian dài. Tế ‎‎bào Daniell,‎‎ được phát minh vào năm 1836 bởi nhà hóa học người Anh ‎‎John Frederic Daniell,‎‎ là nguồn ‎‎điện ‎‎thực tế đầu tiên, trở thành một tiêu chuẩn công nghiệp và xem việc áp dụng rộng rãi như một nguồn năng lượng cho các mạng lưới ‎‎điện báo.‎‎ ‎‎ Nó bao gồm một nồi đồng chứa đầy dung dịch ‎‎sunfat đồng,‎‎ trong đó được ngâm một thùng ‎‎chứa đất nung‎‎ chứa đầy axit ‎‎sulfuric‎‎ và điện cực kẽm. ‎
‎Những tế bào ướt này sử dụng chất điện phân lỏng, dễ bị rò rỉ và tràn nếu không được xử lý đúng cách. Nhiều người đã sử dụng lọ thủy tinh để giữ các thành phần của chúng, khiến chúng dễ vỡ và có khả năng nguy hiểm. Những đặc điểm này làm cho các tế bào ướt không phù hợp với các thiết bị di động. Gần cuối thế kỷ XIX, việc phát minh ra ‎‎pin pin khô‎‎, thay thế chất điện phân lỏng bằng một hỗn hợp sền sệt, đã làm cho các thiết bị điện di động trở nên thực tế.‎